# Narodni park Iona
Narodni park Iona (portugalsko: Parque Nacional do Iona) je največji narodni park v Angoli. Je v jugozahodnem delu države, v provinci Namibe. V grobem ga omejujejo Atlantski ocean na zahodu, Veliki rob (ali Robno gorovje) na vzhodu, ki označuje začetek celinske planote, reka Curoca na severu in reka Kunene na jugu. To je približno 200 km južno od mesta Namibe in zajema 15.200 km².
Za topografijo so značilne divje sipine, prostrane ravnine, ostre gore in klifi. Povprečna letna količina padavin je približno 18 mm. Reka Curoca teče s prekinitvami, vendar ima lagune, medtem ko je Kunene trajna in sestavlja barjansko območje v ustju.
Narodni park Iona je bil razglašen kot rezervat leta 1937 in leta 1964 postal narodni park. Državljanska vojna je kot večino angolskih narodnih parkov močno motila območje. Nezakonit divji lov in uničenje infrastrukture sta povzročila precejšnjo škodo v nekoč bogatem parku.
V zadnjih letih so številne vlade in mednarodni projekti začeli obnovo infrastrukture parka.

## Geografija
Iona je del severnega Namiba, edine prave puščave v južni Afriki. Območje, ki je znano tudi kot puščava Kaokoveld, je bila sušna 55 do 80 milijonov let in je verjetno najstarejša puščava na svetu. Leži ob Atlantskem oceanu v dolžini 180 km, ob robu Benguelskega toka, ki prinaša hladno vodo iz morskih globin in ustvarja bogat ekosistem na morju. Na vzhodu se Iona dvigne na dno Velikega roba do gora Tchamaline in Cafema. Iono na severu in jugu omejujeta reki Kunene in Curoca. Podnebje z gosto meglo ob morju ustvarja hladen, moker zrak, suh zrak je v puščavi. Močne meglice in tokovi so v zgodovini povzročili številne razbitine. Obala se včasih imenuje Obala okostij po kosteh kitov in tjulnjev, ki so jih na plažah opazili mornarji. Območje je razvrščeno kot puščavsko vroče podnebje – KWh v Köppnovi podnebni klasifikaciji.
Park meji na narodni park Obala okostij v Namibiji, ki obenem meji na narodni park Namib - Naukluft, tako da vsa tri zavarovana območja sestavljajo neprekinjen blok, ki zajema približno 1200 kilometrov obale puščave Namib in sosednjih sipin.

## Vegetacija
Po podatkih angolskega ministrstva za okolje so v parku tri vrste vegetacije: 
- subobalne stepe z drevesi in travnatimi deli (Barbosa tip 27). To je subobalna afriška stepa, v kateri prevladujejo akacija, Commiphora, Colophospermum, Aristida, Schmidita in Staria;
- prekinjena obalna stepa (Barbosa tip 28), ki ustreza vegetaciji, podobni subpuščavi. Tu prevladujejo Aristida, Cissus, Salvadore in velbičevka;
- puščava s premikajočimi sipinami (Barbosa tip 29), tu prevladujeta Odyssea in Sporobolus.

Park je glavni habitat velbičevke (Welwitchia mirabilis), rastline, ki jo včasih imenujejo "živi fosil" . Rastlina dobi vlago tudi iz meglene rose, ki se vali od Atlantika. Rosa se vsrka skozi listje.

## Živali
Zaradi značilnega habitata in podnebja imata puščavi Iona in Kaokoveld veliko endemičnih živali, predvsem plazilcev. 63 vrst so odkrili v ekoregiji, osem strogo endemičnih. Endemiti vključujejo dva kuščarja, tri gekone in tri skinke. Izliv reke Kunene na jugu ustvarja majhno mokrišče. Območje je pomembno za ptice selivke. Južnoafriški gepard je bil prvič opažen v parku leta 2010.

## Status ekosistema
Od leta 2009 poteka večnacionalni program za obnovo parka v okviru Programa ZN za razvoj in sodeluje z angolskim ministrstvom za okolje in lokalnimi voditelji. Usposabljali naj bi lokalno osebje, izboljšali parkovno infrastrukturo (ograje, ceste, oskrba z vodo, ravnanje z odpadki itd.) in razvijali dobro upravljanje parka.